# Luhansk
Luhansk (tiếng Ukraina: Луганськ, lʊˈɦɑnʲsʲk); (tiếng Nga: Луганск), là một thành phố nằm trong tỉnh Luhansk của Ukraina. Thành phố Luhansk có diện tích 275 km², dân số theo điều tra vào năm 2022 là 397.677 người. Đây là thành phố lớn thứ 12 tại Ukraina. Thành phố có sân bay quốc tế Luhansk. Đồng thời đây được xem là thủ đô của Cộng hòa Nhân dân Luhansk được Nga, Syria và Triều Tiên công nhận.
Từ năm 1970, thành phố này được đổi tên thành Voroshilovgrad để kỷ niệm Nguyên soái Liên Xô Kliment Yefremovich Voroshilov, từng giữ chức vụ Chủ tịch Đoàn chủ tịch Xô viết tối cao Liên Xô. Đến năm 1990, chính quyền Ukraina đổi lại tên cũ của thành phố là Luhansk.

## Thực trạng
Thành phố hiện thuộc sự kiểm soát của lực lượng ly khai Cộng hòa Nhân dân Luhansk, chống đối lại chính quyền Kyiv.
Thành phố Luhansk từng là tỉnh lỵ của tỉnh Luhansk của Ukraina, sau xung đột donbas đã làm thành phố nằm trong sự kiểm soát của phe ly khai, tỉnh lỵ tạm thời rời về Sieverodonetsk từ (2014-2022)

## Khí hậu
| Dữ liệu khí hậu của Luhansk             | Dữ liệu khí hậu của Luhansk | Dữ liệu khí hậu của Luhansk | Dữ liệu khí hậu của Luhansk | Dữ liệu khí hậu của Luhansk | Dữ liệu khí hậu của Luhansk | Dữ liệu khí hậu của Luhansk | Dữ liệu khí hậu của Luhansk | Dữ liệu khí hậu của Luhansk | Dữ liệu khí hậu của Luhansk | Dữ liệu khí hậu của Luhansk | Dữ liệu khí hậu của Luhansk | Dữ liệu khí hậu của Luhansk | Dữ liệu khí hậu của Luhansk |
| Tháng                                   | 1                           | 2                           | 3                           | 4                           | 5                           | 6                           | 7                           | 8                           | 9                           | 10                          | 11                          | 12                          | Năm                         |
| --------------------------------------- | --------------------------- | --------------------------- | --------------------------- | --------------------------- | --------------------------- | --------------------------- | --------------------------- | --------------------------- | --------------------------- | --------------------------- | --------------------------- | --------------------------- | --------------------------- |
| Cao kỉ lục °C (°F)                      | 12.8 (55.0)                 | 17.3 (63.1)                 | 23.1 (73.6)                 | 31.8 (89.2)                 | 36.6 (97.9)                 | 39.4 (102.9)                | 40.5 (104.9)                | 42.0 (107.6)                | 36.8 (98.2)                 | 31.2 (88.2)                 | 22.8 (73.0)                 | 15.6 (60.1)                 | 42.0 (107.6)                |
| Trung bình ngày tối đa °C (°F)          | −1.0 (30.2)                 | −0.4 (31.3)                 | 5.7 (42.3)                  | 15.6 (60.1)                 | 22.2 (72.0)                 | 26.4 (79.5)                 | 28.7 (83.7)                 | 28.2 (82.8)                 | 21.8 (71.2)                 | 13.9 (57.0)                 | 5.2 (41.4)                  | 0.1 (32.2)                  | 13.9 (57.0)                 |
| Trung bình ngày °C (°F)                 | −4.0 (24.8)                 | −4.1 (24.6)                 | 1.4 (34.5)                  | 9.7 (49.5)                  | 15.8 (60.4)                 | 20.1 (68.2)                 | 22.3 (72.1)                 | 21.2 (70.2)                 | 15.3 (59.5)                 | 8.6 (47.5)                  | 1.8 (35.2)                  | −2.7 (27.1)                 | 8.8 (47.8)                  |
| Tối thiểu trung bình ngày °C (°F)       | −6.8 (19.8)                 | −7.4 (18.7)                 | −2.4 (27.7)                 | 4.2 (39.6)                  | 9.4 (48.9)                  | 13.8 (56.8)                 | 16.0 (60.8)                 | 14.5 (58.1)                 | 9.4 (48.9)                  | 4.0 (39.2)                  | −1.3 (29.7)                 | −5.5 (22.1)                 | 4.0 (39.2)                  |
| Thấp kỉ lục °C (°F)                     | −41.9 (−43.4)               | −36.9 (−34.4)               | −27.3 (−17.1)               | −12.1 (10.2)                | −8.2 (17.2)                 | −1.8 (28.8)                 | 5.2 (41.4)                  | −0.4 (31.3)                 | −7.2 (19.0)                 | −16.3 (2.7)                 | −26.3 (−15.3)               | −29.6 (−21.3)               | −41.9 (−43.4)               |
| Lượng Giáng thủy trung bình mm (inches) | 36 (1.4)                    | 36 (1.4)                    | 32 (1.3)                    | 33 (1.3)                    | 50 (2.0)                    | 61 (2.4)                    | 63 (2.5)                    | 34 (1.3)                    | 45 (1.8)                    | 35 (1.4)                    | 39 (1.5)                    | 39 (1.5)                    | 503 (19.8)                  |
| Số ngày mưa trung bình                  | 10                          | 8                           | 11                          | 14                          | 13                          | 14                          | 12                          | 8                           | 11                          | 11                          | 13                          | 10                          | 135                         |
| Số ngày tuyết rơi trung bình            | 17                          | 16                          | 10                          | 1                           | 0.1                         | 0.03                        | 0                           | 0                           | 0.1                         | 1                           | 7                           | 16                          | 68                          |
| Độ ẩm tương đối trung bình (%)          | 84                          | 82                          | 77                          | 65                          | 62                          | 63                          | 63                          | 60                          | 67                          | 75                          | 84                          | 85                          | 72                          |
| Nguồn: Pogoda.ru.net                    |                             |                             |                             |                             |                             |                             |                             |                             |                             |                             |                             |                             |                             |